# 泽山璃奈
泽山璃奈（日语：／ Rina Sawayama */?，1990年8月16日—），英国日裔歌手、词曲作者、模特儿。泽山璃奈生于日本新潟，儿时移居至英国伦敦，从此在当地居住。大学期间于剑桥大学抹大拉学院学习心理学和政治学，之后加入嘻哈组合懒狮子（Lazy Lion）。2013年凭借单曲《Sleeping in Waking》个人出道，2017年发行个人首张迷你专辑《璃奈》，其后于2020年4月17日发行首张录音室专辑《泽山》，获得音乐评论人一致好评。

## 早年
泽山璃奈1990年8月16日生于日本新潟市，5岁时随家人移民至英国伦敦，自此在当地成长及生活。她以日本護照持有英国永久居留权。在剑桥大学抹大拉学院学习政治学、心理学和社会学时，她便决定进入音乐界和模特界。另外大学在校期间，她还与独立摇滚乐队爱丽丝狼贝斯手西奥·伊利斯（Theo Ellis）组成嘻哈音乐组合“懒狮子”。最终她凭借政治学学位毕业。

## 生涯

### 2013–2017年：早期
璃奈2013年凭借单曲《Sleeping in Waking》个人出道。2015年6月，其单曲《Tunnel Vision》的音乐视频发行。2016年，她发布单曲《Where U Are》及随附音乐视频。该单曲探讨了人类与数字媒体的互动，按照她的说法便是：“在网上你可以呈现经过精心打磨的自我，而你那发烫的手机取代了人情的温暖。最为诡异的是，你们虽然在一起生活，却过得非常孤独。”作品被认为是“对伟大的怀念.....是非常甜蜜、闪闪发光的流行曲”，“90年代风格的完美R&B流行曲”。

### 2017–2019年：《璃奈》及平民巨星巡演

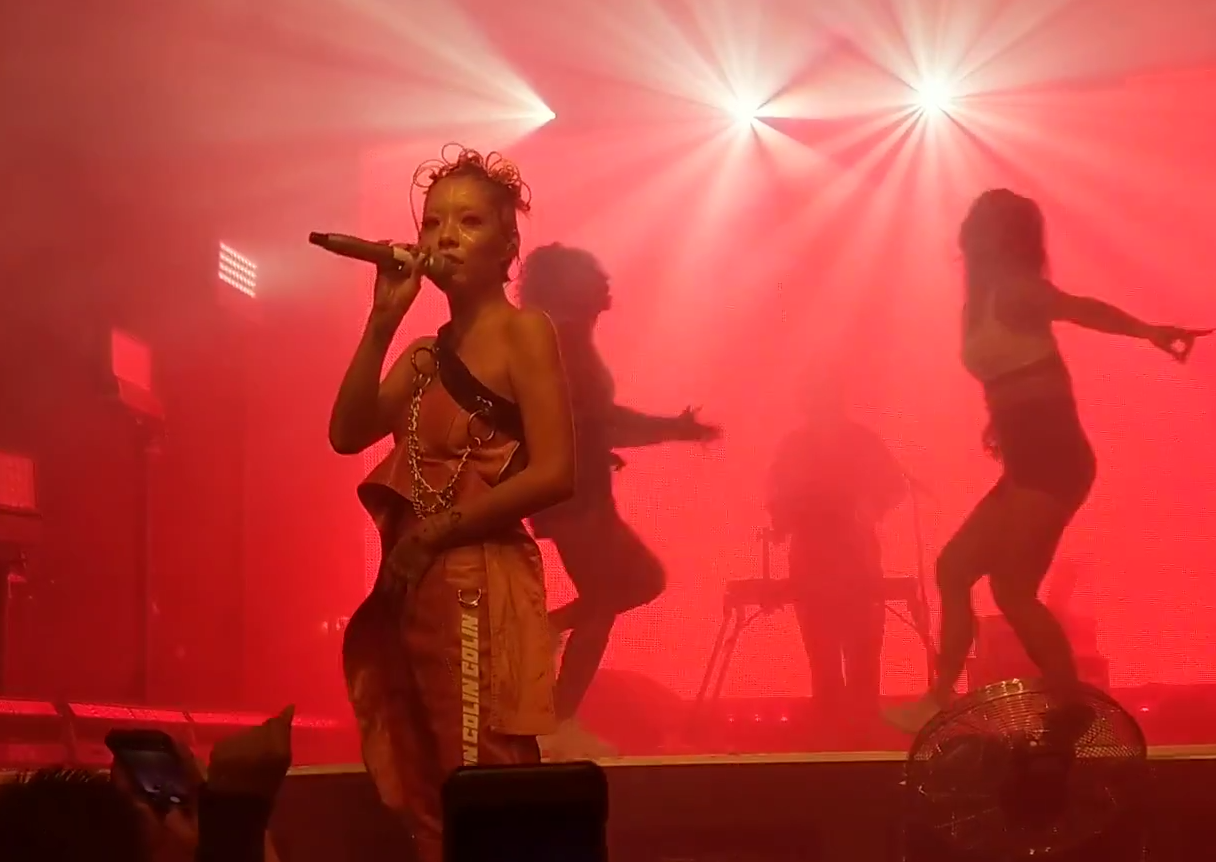
2018年在天堂夜店的表演。

2017年3月，她的单曲《网络斯德哥尔摩综合症》（"Cyber Stockholm Syndrome"）在《The Fader》杂志公开。她这样形容歌曲主题的缘起：“数字世界为团结、庇护、逃跑的声音提供了重要的支持网络，而这就是《网络斯德哥尔摩综合症》的主题：悲观、乐观、焦虑与自由”。2017年，单曲《Alterlife》和《Tunnel Vision》（与Shamir合唱）发行，之后迷你专辑《璃奈》面世。当时璃奈没有签约厂牌，故《Rina》是独立发行作品。她曾在Twitter承认，为了给专辑的发行存钱，她连续工作了两到三年。《卫报》认为专辑“很现代，令人心旷神怡”，表示璃奈已经证明自己可以引领流行乐坛进入未来世界。《Pitchfork》将专辑列入年度最佳流行及R&B专辑。2018年情人节当天，璃奈发行单曲《Valentine》。而《Rina》另一首曲目《平民巨星》（"Ordinary Superstar"）的音乐视频于2018年6月发行。2018年8月，璃奈发行单曲《Cherry》，正式公开个人性取向。同年後期，璃奈開始橫跨英美的“平民巨星巡演”。2019年参加查莉·XCX的全英巡演。

### 2020年：《泽山》及王朝巡演
2020年签约Dirty Hit唱片后，璃奈发行了新金属、重金屬、前卫流行歌曲《把嘴闭上》和“致敬2000年代初期舞曲”的《Comme des Garçons (像个男孩)》，两首歌均收录于即将发行的首张录音室专辑。第三首2000年代摇滚R&B风格歌曲《XS》于3月2日发行。次月发行专辑的另一首单曲《天选家庭》（"Chosen Family"）。首張錄音室專輯《泽山》于4月17日发行，获得普遍好评。同年7月28日，為了翻唱系列Spotify Singles，璃奈翻唱了女神卡卡的單曲《在黑暗中漫舞》 
。2020年7月底，泽山发布推文表示自己未获得水星音乐奖和全英音乐奖等英国主流音乐大奖的提名，原因是她没有英国国籍。不久后话题标签#SawayamalsBritish（#泽山是英国人）登上Twitter英国趋势榜。
原计划于2020年4月至5月在英国、美国、加拿大三国举行的“王朝巡演”（The Dynasty Tour），后因2019冠状病毒病疫情影响被取消，有待重新定档。

## 其他事业

### 模特生涯
泽山一直以来是非主流经纪公司Anti Agency和精英模特经纪公司的签约模特儿。2017年，她获邀参加范思哲Versus x Versace秋冬季宣传，另外还参与了卓丹·鄧“Missguided”系列宣传片的拍摄，并為尼古拉·福米切蒂MAC x Nicopanda联名系列创作了原聲歌曲。

### 跨界合作
2016年，璃奈与台湾视觉艺术家江宥儀进行合作，拍攝了一系列批判亚洲和日本人的审美标准的視覺作品。随后她登上《时尚》杂志。璃奈在采访中表示，这次的合作之所以存在，是因为“對日本女性來說，從动漫到卡哇伊文化中的元素都是社会对她们的期待......这种局面实际上将女性置于不利的地位，被人物化和婴儿化”。 璃奈曾与尼古拉·福米切蒂在MAC x Nicopanda联名系列中合作。福米切蒂还执导了璃奈歌曲《平民巨星》的音乐视频，並在“i-D”网站讲述了两人合作的起因。

## 艺术风格和公众形象
璃奈主要受艾薇兒·拉維尼、Lady Gaga、宇多田光、碧昂絲、瑪麗亞·凱莉、布蘭妮·斯皮爾斯、凯莉·米洛、JoJo、關·史蒂芬妮、伊凡塞斯和林普巴茲提特等90和00年代的艺人影响。2017年，璃奈入选《卫报》的18年18强榜单，以及《Dazed》的百强榜单。为了唱更高的音，让歌聲有喘息聲，她用了Lady Gaga的美声唱法，一種義大利的歌劇練習法训练声乐。

## 个人生活
2018年8月，璃奈在接受《Broadly》采访时宣布出柜：“我时常创作关于女生的歌曲。我在作品中好像从未提起过男性，这就是为什么我想聊聊关于性取向的事。”。她自我认为既是双性恋又是泛性恋。
2020年7月，她致函英国妇女及平等大臣伊丽莎白·特拉斯，要求禁止所有形式的LGBT迴轉治療。

## 影视作品

### 电视剧
| 年份 | 作品         | 角色            | 注释          |
| ---- | ------------ | --------------- | ------------- |
| 2019 | 《查理驾到》 | 莱拉·瓦伦丁（Layla Valentine） | 常规角色；2集 |

### 電影
| 年份 | 作品          | 角色  | 註釋 |
| ---- | ------------- | ----- | ---- |
| 2022 | 《捍衛任務4》 | Akira |      |

## 音乐作品

### 录音室专辑
| 名称         | 详细                                                 | 最高排名  | 最高排名 | 最高排名  | 最高排名  | 最高排名  | 最高排名  | 最高排名  |
| 名称         | 详细                                                 | 日本 数字 | 苏格兰   | 英国 下载 | 英国 独立 | 美国 流行 | 美国 独立 | 美国 热门 |
| ------------ | ---------------------------------------------------- | --------- | -------- | --------- | --------- | --------- | --------- | --------- |
| 《Sawayama》 | - 发行日期：2020年4月17日 - 厂牌：Dirty Hit - 格式： | 65        | 67       | 30        | 8         | 82        | 43        | 6         |

### 迷你专辑
| 名称     | 详细                                                 | 最高排名  |
| 名称     | 详细                                                 | 日本 数字 |
| -------- | ---------------------------------------------------- | --------- |
| 《Rina》 | - 发行日期：2017年10月27日 - 厂牌：独立发行 - 格式： | 40        |

### 单曲
| 名称                                                                       | 年份 | 专辑         |
| -------------------------------------------------------------------------- | ---- | ------------ |
| "Sleeping in Waking"                                                       | 2013 | 非专辑单曲   |
| "Where U Are"                                                              | 2016 | 非专辑单曲   |
| "This Time Last Year"                                                      | 2016 | 非专辑单曲   |
| "Cyber Stockholm Syndrome"                                                 | 2017 | 《Rina》     |
| "Alterlife"                                                                | 2017 | 《Rina》     |
| "Tunnel Vision" （沙米尔客串）                                             | 2017 | 《Rina》     |
| "Valentine (What's It Gonna Be)"                                           | 2018 | 非专辑单曲   |
| "Cherry"                                                                   | 2018 | 非专辑单曲   |
| "Flicker"                                                                  | 2018 | 非专辑单曲   |
| "STFU!"                                                                    | 2019 | 《Sawayama》 |
| "Comme des Garçons (Like the Boys)" （独唱及帕布洛·维塔尔客串Brabo重混版） | 2020 | 《Sawayama》 |
| "XS" （独唱及Bree Runway重混版）                                           | 2020 | 《Sawayama》 |
| "Chosen Family"                                                            | 2020 | 《Sawayama》 |
| "Bad Friend"                                                               | 2020 | 《Sawayama》 |
| "Dance in the Dark" （Spotify单曲）                                        | 2020 | 非专辑单曲   |

## 巡演
领衔巡演
- 平民巨星巡演（2018）
- 王朝巡演（2020）

支持巡演
- 查莉·XCX – 查莉现场巡演（英语：Charli Live Tour）（2019）